# Ellisiodothis rehmiana
Ellisiodothis rehmiana är en svampart som först beskrevs av Theiss. & Syd., och fick sitt nu gällande namn av Theiss. & Syd. 1915. Ellisiodothis rehmiana ingår i släktet Ellisiodothis och familjen Microthyriaceae.   Inga underarter finns listade i Catalogue of Life.